# Úhel pohledu (Asimov)
Úhel pohledu je český název dvou povídek amerického spisovatele Isaaca Asimova. V angličtině jsou to:
- „Point of View“ - česky vyšla ve sbírce Robohistorie II. (2004).[1]
- „The Eye of the Beholder“ - česky vyšla ve sbírkách Azazel a Robohistorie I. (2004).[2]

## Úhel pohledu (Point of View)
Povídka vyšla poprvé v časopise Boys' Life v červenci 1975. Následně byla přetištěna ve sbírce The Complete Robot (1982). Je to jedna ze série povídek s tématem fiktivního počítače zvaného „Multivac“.

### Děj
Rogerův otec pracuje se superpočítačem Multivacem, který začíná dělat chyby, přichází s různými řešeními. Když jej spolupracovníci pobídnou, aby si dal pauzu, otec bere Rogera na oběd. Poví mu o Multivacu a Roger usoudí, že počítač také potřebuje pauzu od neustálé práce, čímž otci pomůže s problémem.

## Úhel pohledu (The Eye of the Beholder)
Povídka, v níž se objevuje démonek Azazel.

### Postavy
- Azazel
- George
- Melisanda Ottová (Maggie)
- Octavius Ott

### Děj
George vypráví na lavičce svému příteli příběh o jednom manželském páru. Maggie, nepříliš pohledná dcera jeho zesnulého přítele, která však má dobré srdce se seznámí s Octaviem Ottem, mladým elektroinženýrem v elektrárenské společnosti. Ani Octavius zrovna neoplývá fyzickou krásou, ale oba mladí lidé se do sebe zamilují a vezmou se. George se přestěhuje a s bezdětným párem se setká až po 11 letech. Maggie se mu svěří se svým pocitem, že se Octaviovi nelíbí a přeje si být hezčí. George si nemyslí, že by se Octaviovi nelíbila, natolik ho zná, ale povolá dvoucentimetrového démona Azazela, aby během 60 dní zařídil její proměnu. Ta musí být pozvolná, aby nevyvolala nežádoucí pozornost. Tak se stane. O několik týdnů později potká George Octavia, jenž nevypadá, že by překypoval dobrou náladou. Postěžuje si, že se mu Maggie odcizila. George s ní promluví a zjistí, že její plány jsou jiné než zůstat s Octaviem. Už jí překáží. Rozvede se s ním a vzápětí si najde muže povrchního vzhledu a nízkého charakteru. George potká Octavia po roce od rozvodu, je na něm vidět, že se tím stále trápí. George se ho snaží povzbudit a řekne mu, že se Maggie k němu možná vrátí. Octavius ví, že i kdyby se tak stalo, už ji nemůže přijmout.
George skončí s vyprávěním a promptně požádá svého přítele o půjčku 5 dolarů. Jeho přítel tuší, že jde spíše o dar a tak mu bankovku věnuje. George však nemá dost a vyptá si dalších 5 dolarů. 